# マリア (ルーマニア王妃)

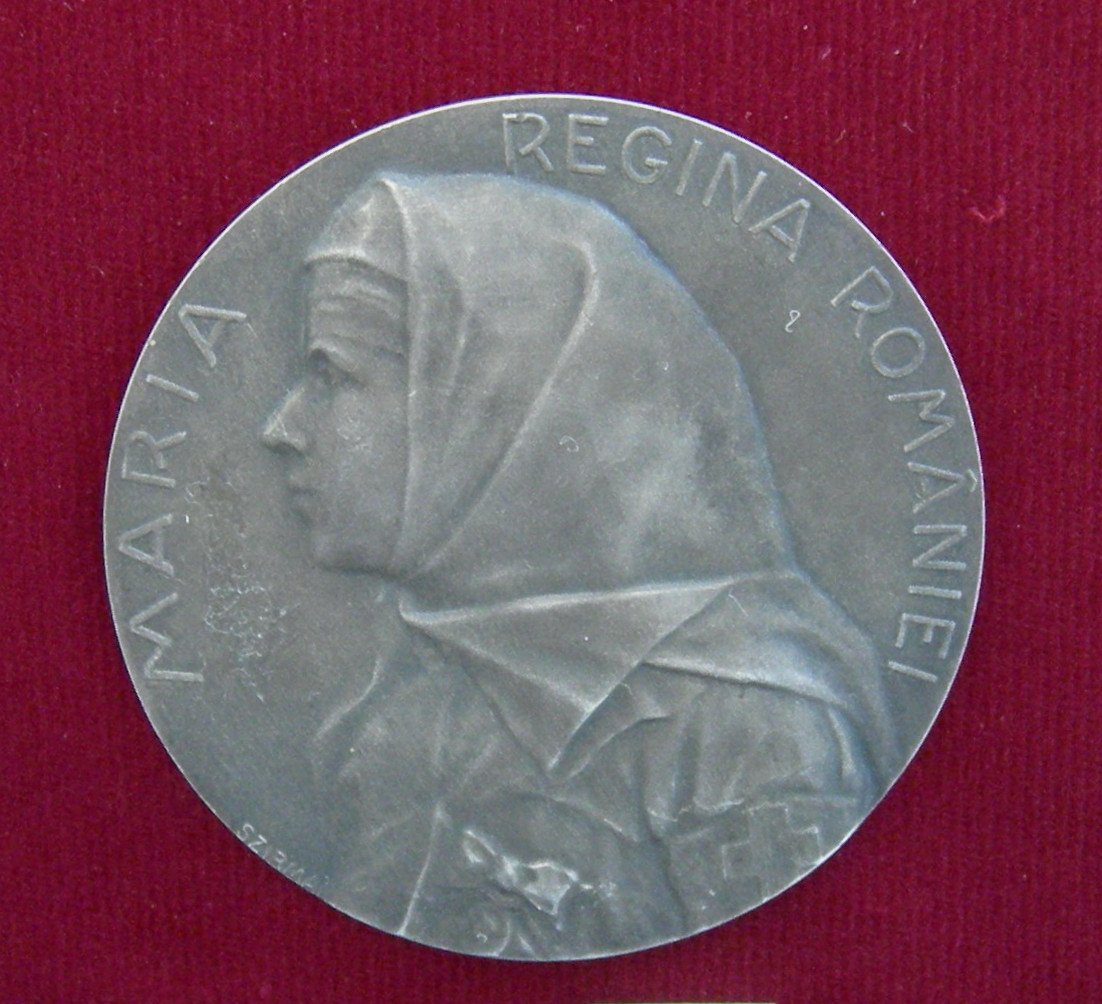
マリア王太后を記念したメダル

マリア・ア・ロムニエイ（ルーマニア語: Maria a României, 1875年10月29日 - 1938年7月18日）は、イギリス王女でルーマニア王フェルディナンド1世の王妃。英語名はマリー・オブ・エディンバラ（Marie of Edinburgh）。

## 幼年期

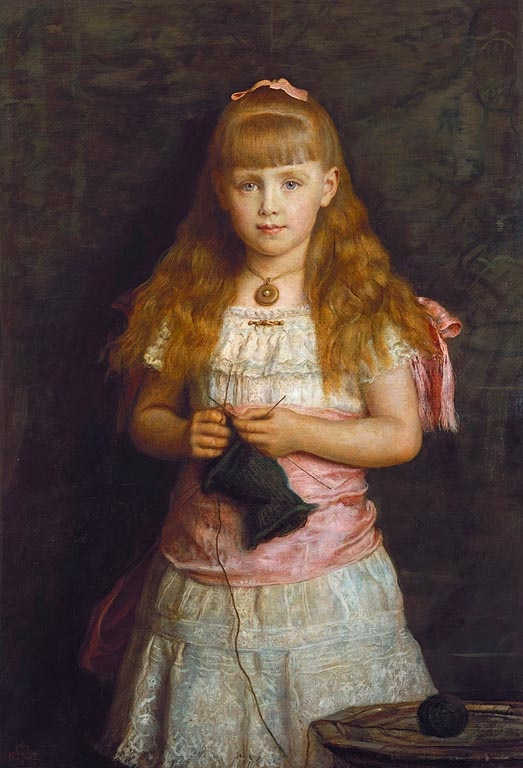
1882年

エディンバラ公アルフレッド（ヴィクトリア女王の次男。のちザクセン＝コーブルク＝ゴータ公アルフレート）とその妃であるロシア皇女マリアの長女として、ケント州で生まれた。全名はマリー・アレクサンドラ・ヴィクトリア（Marie Alexandra Victoria）。妹にヘッセン大公妃／ロシア大公妃ヴィクトリア・メリタ、ガリエラ公爵夫人ベアトリスらがいる。
マリーは家族内で「ミッシー(Missy)」の愛称で呼ばれた。
若い頃、マリーはヨーロッパの王族と政略結婚させるものと考えられていた。彼女は従兄ジョージ・オブ・ウェールズ（のちのジョージ5世）と相思相愛で、結婚の申し込みも承諾していた。マリーの父とジョージの父アルバート・エドワード王太子（のちのエドワード7世）はどちらもこの結婚を歓迎していた。しかし、マリーの母マリアはイギリス王室をひどく軽蔑しきっていたため、ジョージとの結婚は成立せず、イギリス国外の王家との縁組みが考えられた。

## 結婚
1893年、父アルフレッドがザクセン＝コーブルク＝ゴータ公となる数ヶ月前、マリーはルーマニア王太子フェルディナンド（ルーマニア王カロル1世の甥）と結婚した。マリーとフェルディナンドには3男3女が生まれたが、結婚生活は不幸だった。マリーと長年文通した腹心の友、アメリカ人舞踏家ロイ・フラーは、「大嫌いな男。嫌悪感がつのる」とマリーが夫について触れていたことをのちに暴露している。

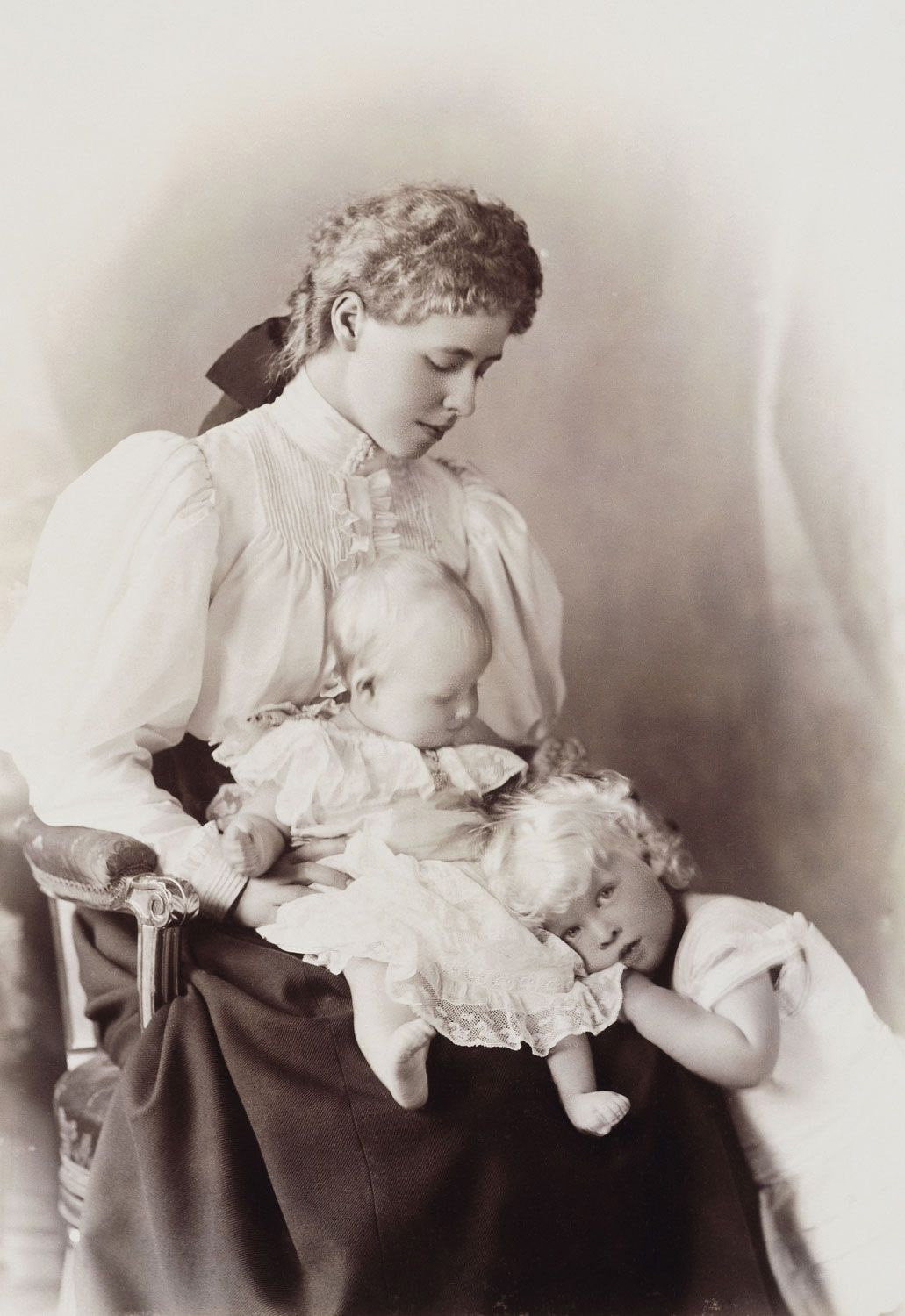
1895年、マリアと長男カロル、長女エリサベタ

長男カロルと長女エリザベタの父親は間違いなくフェルディナンドであろうが、マリア王女とニコラ王子の父親は不明で、ロシア大公ボリス・ウラジーミロヴィチの名が挙げられている。三女イレアナと三男ミルチャは、マリーが長年の愛人だったバルブ・シュティルベイ公と出会ってから生まれている。歴史家はイレアナ王女の正統性は疑問だとし、ミルチャ王子は愛人の子としている（両親とも青い目の持ち主だったが、ミルチャは茶色の目だった）。

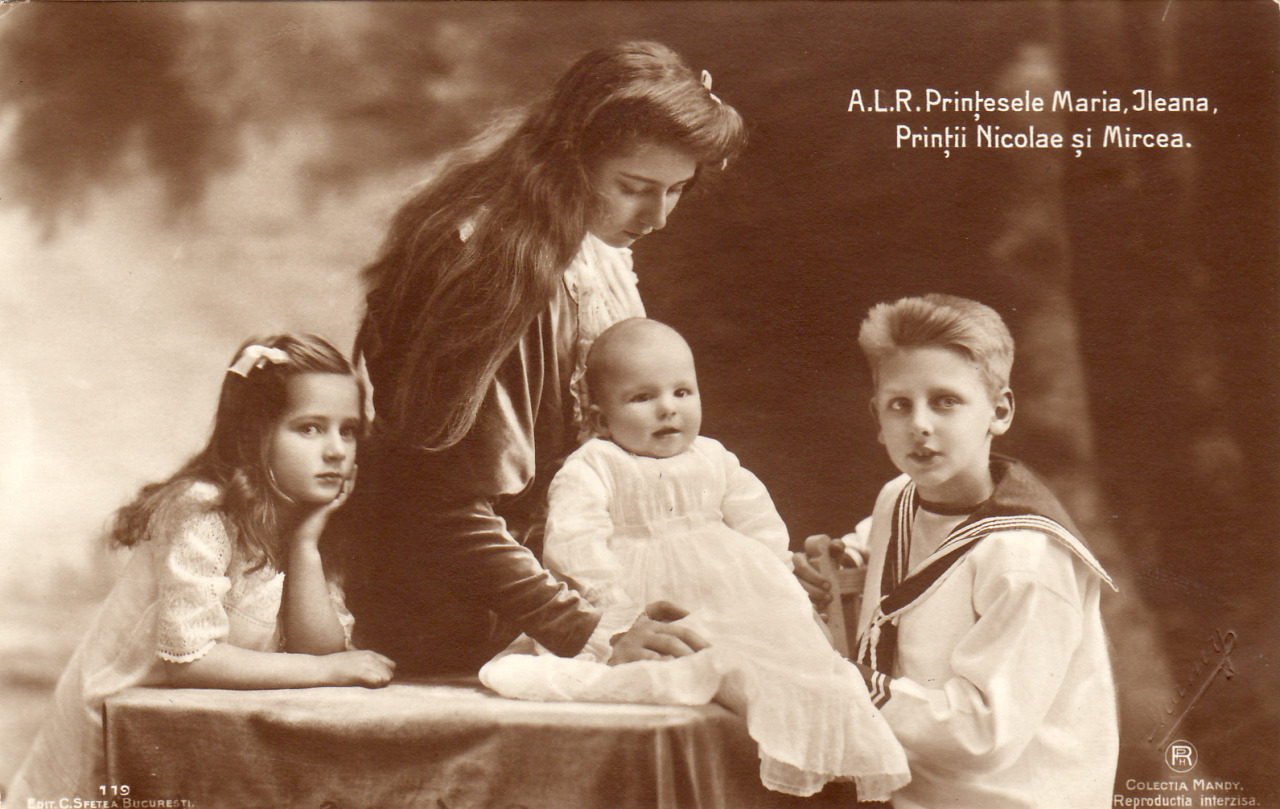
マリアの下の4人の子供たちイレアナ、マリア、ミルチャ、ニコラエ

1914年、カロルの死によりフェルディナンドとともに国王・王妃となったが、第一次世界大戦のために戴冠は1922年まで待たねばならなかった。マリアは熱烈なルーマニア愛国主義者となり、意志が弱くて周囲に流されやすい夫の代わりにルーマニアを統治した、とまで言われた。戦争中は赤十字社にボランティアで加わり、負傷者の看護をした。1917年、国土の半分はドイツ軍により踏みにじられ、マリアと軍の助言者グループは、ロシアに与するよりもルーマニア軍は独立してドイツ・ロシアの両方と戦うべきだという選択をした。これには、アメリカから資金援助が得られた。
戦後、ヴェルサイユ講和会議で、ルーマニアはルーマニア語を話す住民のいる地域を統合する「大ルーマニア」実現のため、国際的なルーマニアの顔としてマリアをフランスへ送り込んだ。「戦士王妃」の登場を国際メディアは熱狂的に迎え、その結果ルーマニアは戦前よりも国土を4割も増やすことに成功した。トランシルヴァニア、ブコヴィナの一部に等しいベッサラビア、及びヴォイヴォディナである。

## 息子との確執

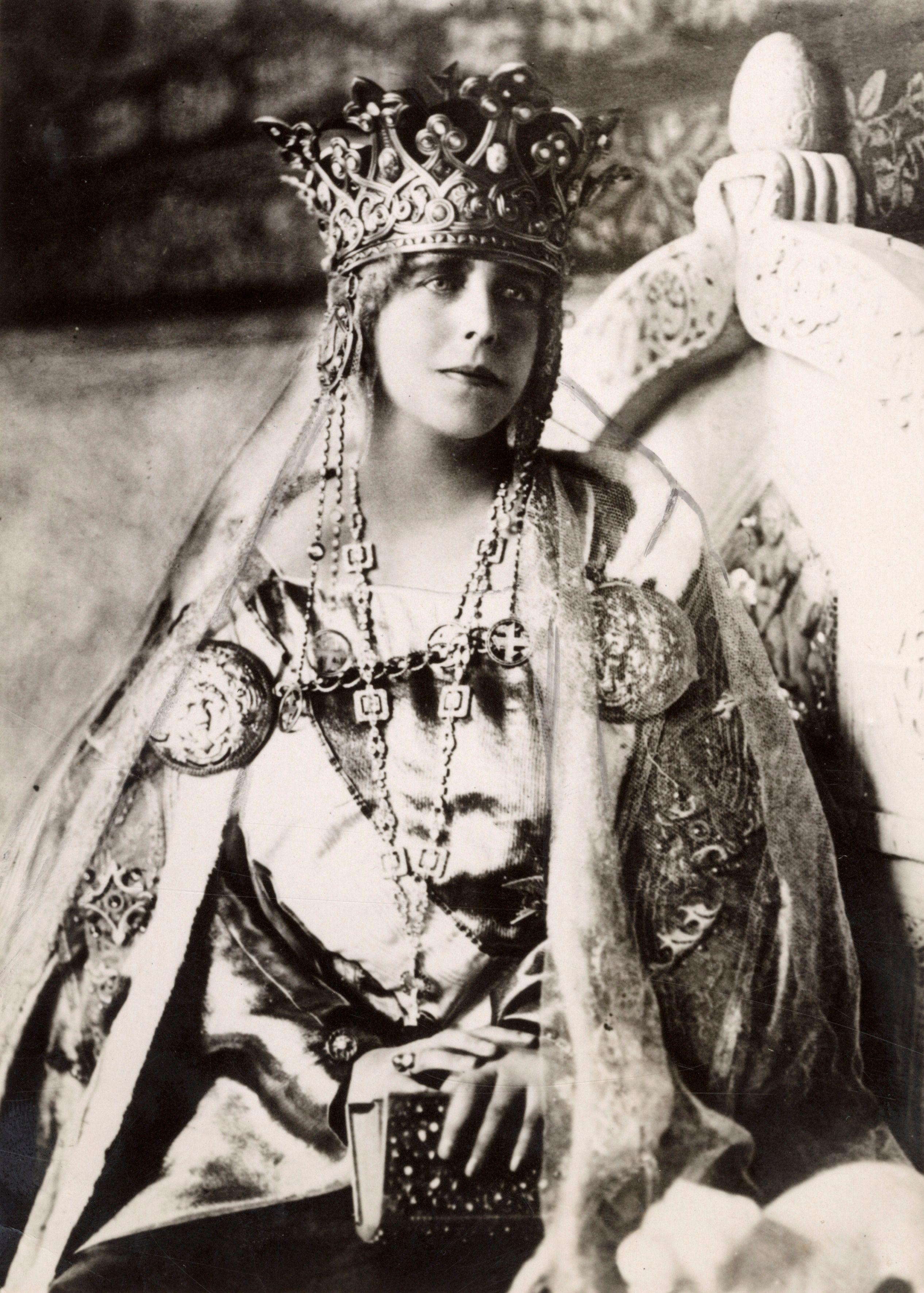
1914年

フェルディナンドとマリアの長男カロル（後のカロル2世）は、父親と生涯を通じて断絶状態にあった。マリアとカロルは深い親子の結びつきを保っていたが、これものちにマリアが愛人シュティアベイ公との関係を続けていることを知ったことから、悪化した。マリアは、カロルが自身で花嫁を選ぶより、母親の自分がふさわしい女性を外国王家から見つけたいと考えていた。ところがカロルはパリで、母の友人ロイ・フラーに愛人マグダ・ルペスクと親密にしているところを見られてしまった。2人は、フラーとマリアの友人関係に気づいていなかった。フラーはすぐさまマリアにこのことを知らせたが、カロルとマグダを引き離すのに失敗した。王位についたカロルは母の忠告を退け、断絶は決定的となった。
1927年の夫の死後、ルーマニアに残ったマリアは著作と回顧録を執筆した。彼女は1938年に亡くなり、クルテア・デ・アルジェシュ大聖堂（16世紀建立、アルジェシュ地方）の夫の隣に葬られた。マリアの遺志により、彼女の心臓はバルチクのバルチク宮殿（マリアが建設させた）の納骨堂に納められた。1940年、バルチク宮殿とドブロジャ南部がクラヨーヴァ条約によりブルガリア王国に返還されると、王妃の心臓はブラン城に移送された。
晩年にバハイ教に改宗していたことが明らかにされた。

## 文筆
1917年にマリアが書いた物語 Povestea neastâmpăratei Kildeen（英語:The Story of Naughty Kildeen、英版発行は1922年）が刊行。
日本では『わし姫物語』大槻憲二訳（講談社 (世界名作童話) 、1946年）で児童出版されたが絶版となっていた。2008年8月、『わしといたずらキルディーン』（著者名はマリー女王となっている。長井那智子訳、春風社。ISBN 9784861101533）のタイトルで新訳出版された。2012年10月に『わし姫物語』（著者名はマリー王妃）のタイトルで集英社みらい文庫で再刊された。

## 子女
- カロル2世（1893年 - 1953年） - ルーマニア王
- エリサベタ（1894年 - 1956年） - ギリシャ王ゲオルギオス2世妃
- マリア（1900年 - 1961年） - ユーゴスラヴィア王アレクサンダル1世妃
- ニコラエ（1903年 - 1978年）
- イレアナ（1909年 - 1991年） - トスカーナ大公子アントン妃
- ミルチャ（1913年 - 1916年）